# زاوية سيدي أحمد الطايري
زاوية سيدي أحمد بن ماليك الطايري الأزهري أو زاوية القصور هي إحدى الزوايا في الجزائر الواقعة في بلدية القصور بدائرة الحمادية ضمن ولاية برج بوعريريج، والتابعة لمنهاج الطريقة الرحمانية.

## المؤسس
مؤسس الزاوية هو أحمد بن محمد عبد المالك بن المبارك بن علي الطيار (1870م-1909م)، المدعو أحمد الطايري، الذي درس مع الإمام عبد الحميد بن باديس.
وكان أحمد الطايري قد حفظ القرآن الكريم كله حينما بلغ سن سبعة أعوام في قرية تازروت ضمن بلدية القصور.
فارتحل إثر ذلك إلى مدينة قسنطينة لدراسة اللغة العربية طيلة أربعة أعوام ليتخرج في سن الحادية عشر.
ثم انتقل إلى فاس للدراسة في جامع القرويين مدة سبعة أعوام، ثم عاد الجزائر للاستزادة من المعارف، ثم ارتحل إلى جامع الزيتونة أين درس مدة سبعة أعوام، وأين التقى بالإمام عبد الحميد بن باديس لينتقلا سويا إلى الجامع الأزهر.
وحينما عادا من الأزهر الشريف بعد ثلاثة أعوام من الدراسة قبل تخرجهما وإجازتهما بشهادة العالمية، قرر سيدي أحمد الطايري تدريس العلوم الشرعية وفق منهاج الجامع الأزهر.
وقد أجيز خلال دراسته في الجامع الأزهر في علم العربية، وعلم البلاغة، وعلم البيان، وعلم المنطق، وعلم الفقه، وعلم المصطلح، وعلم البحث، وعلم الوضع، وعلم التوحيد.
كما تحصل على إجازة علم الحديث في صحيح البخاري وصحيح مسلم.
فأقسم مع الإمام عبد الحميد بن باديس على تأسيس منهج جزائري أزهري يتقاسمان فيه المهام بحيث يتكفل الإمام عبد الحميد بن باديس بمنطقة شرق الجزائر، في حين يتكفل الإمام أحمد الطايري بمنطقة غرب الجزائر.

## التأسيس
تم تأسيس زاوية سيدي أحمد بن ماليك الطايري ابتداء من سنة 1902م ليتم إنهاء أشغال البناء خلال سنة 1905م.
وجاء هذا التأسيس قصد نقل نشاط تعليم القرآن من مسجد عين موسي والمسجد الأبيض في قرية تازروت إلى قرية عين العقاقين أين تم تأسيس زاوية جديدة استغرق بناؤها ثلاثة أعوام.
وقد استعان سيدي أحمد بن ماليك الطايري بأفضل المهندسين المعماريين من أجل بناء هذه الزاوية لتشبه الجامع الأزهر تبيانا لشدة تأثره بمنهاج هذه الجامعة الإسلامية.
وقد كانت الإقامة الأولى لجد مؤسس الزاوية العالم سيدي أحمد بن محمد الطيار خلال سنة 1680م في قرية عين تازروت الواقعة في بلدية القصور ضمن دائرة الحمادية في ولاية برج بوعريريج، وهي بلدية تقع على مشارف ولاية المسيلة.
فأسس أحمد بن محمد الطيار خلال سنة 1680م بناية مسجد عين موسي قبل أن يتم بناء المسجد الأبيض إلى جانبه.
ثم جاء حفيده أحمد بن محمد عبد المالك بن المبارك بن علي الطيار ليحول نشاط الزاوية في مسجد قرية تازروت من تحفيظ القرآن فقط إلى تعليم كافة العلوم الشرعية.
وكانت المؤسستان القديمتان في قرية تازروت تتناولان تدريس القرآن الكريم، وكذا بعض العلوم الشرعية، علي يد شيوخ القرية وعلمائها الذين منهم:
- سيدي سليمان بن يحيى،
- سيدي أبو عبيد،
- سيدي محمد عبد الملك بن المبارك الملقب بس،
- سيدي يوسف بن أحمد بن يوسف البركي،
- سيدي أحمد بن خليفة الكبير،
- سيدي العباس أبو التقى بن أحمد بن خليفة،

ثم تم تأسيس زاوية سيدي علي الطيار لتشمل كل العلوم الشرعية علي يد سيدي أحمد بن محمد بن المبارك بعد نيله الإجازة في العلوم سنة 1758م علي يد سيدي محمد السعيد بن الحسين الورثلاني، ومن هذه الزاوية تخرج كل من:
- سيدي محمد الصادق بن التواتي بن سليمان بن عمر،
- سيدي محمد الصالح بن محمد الصادق،
- سيدي محمد بن أبي القاسم الهاملي (1824م-1897م)، مؤسس الزاوية القاسمية،
- سيدي محمد مليك بن محمد بن الربيع بن سيدي أحمد المؤسس الأول لزاوية سيدي علي بن محمد الطيار الذي كان تلميذ الشيخ الحداد (1789م-1873م)، من الذين أشرفوا على استقدام جثمان شيخ الثوار الباش آغا الحاج محمد المقراني ليدفن في مقبرة سيدي علي الطيار حبس أولاد مقران إلى اليوم، ثم اقترح أن يستبدل المكان بمقبرة أولاد سيدي محمد بن بسه بمحاذاة المسجد الأبيض.
- سيدي أحمد بن محمد مليك الأزهري مؤسس الزاوية الحديثة سنة 1905م لتكون جامعة إسلامية لتخريج العلماء، وقد رحل عنها سنة 1909م إلى القاهرة لاستكمال المنهج الحديث وجعلها كلية على نمط الأزهر الشريف شكلا ومحتوى، وذلك رفقة شباب من علماء الجزائر على رأسهم الإمام الشيخ عبد الحميد بن باديس.

وقد كان «سيدي المبارك بن علي بن محمد الطيار»، الملقب بـ«الزهار» أو بـ«علي الطيار الصغير»، قد شيد بناية «جامع سيدي المبارك الزهار» ببلدية القصور خلال سنة 1695م، وذلك بعد وفاة والده في نفس السنة.
وظل يدرس فيه إلى أن حين وفاته، ثم أحيى شعائره فيه من جديد «سيدي محمد مليك بن محمد الطيار» حوالي سنة 1890م، وفيه حفظ «سيدي أحمد بن محمد مليك» القرآن الكريم ومبادئ اللغة العربية قبل ارتحاله إلى جامع القرويين بالمغرب حوالي سنة 1895م.[بحاجة لمصدر]

## هياكل الزاوية
حينما قام الإمام سيدي أحمد بن ماليك الطايري بتكليف مهندس إيطالي بتصميم الزاوية والإشراف على بنائها، استعان كذلك بأمهر البنائين واستعمل أحدث المواد والتقنيات التي كانت مستعملة ومعروفة في المنطقة آنذاك قصد إتمام مشروعه.
وهذا يدل على الفكر المتطور والعصري للشيخ العلامة الإمام سيدي أحمد بن ماليك الطايري.
وقد ضمت الزاوية عدة مرافق منها:
- حجر للتدريس،
- مراقد،
- مطبخ،
- مخبزة،
- مكتبة.[4]

## تاريخ

### النشاط حتى 1909م
اشتغلت زاوية سيدي أحمد بن ماليك الطايري منذ تأسيسها خلال سنة 1905م لمدة أربع سنوات حتى سنة 1909م.[بحاجة لمصدر]
وقد تم إهمالها وغلقها بعد ذلك لسنوات طويلة.

### إغلاق الزاوية في 1914م
توقف نشاط زاوية سيدي أحمد بن ماليك الطايري بعد وفاة مؤسسها الشيخ زاوية سيدي أحمد بن ماليك الطايري في 1914م تاركا وراءه ابن الوحيد الذي اسمه «الزهار بسة» وكان عمره آنذاك 4 سنوات.
فأغلقت الزاوية أبوابها بعد فترة من الزمن بسبب الإهمال، فتعرضت مرافقها ومكتبتها القيمة التي أحضرها الشيخ من الجامع الأزهر في مصر، وقوامها حمولة 20 بغلا من أمهات الكتب والمخطوطات النادرة، للنهب والتلف ولم يبق منها إلا القليل، وهُجِرت الزاوية تماما.

### إعادة فتح الزاوية في 1938م
مع بلوغ السيد «الزهار بسة» سن الرشد، راوده الحنين إلى إعادة فتح زاوية سيدي أحمد بن ماليك الطايري من جديد مما اضطره إلى دفع مبلغ كبير من أجل ترميمها.
ولكن العوائق التي واجهها كانت كبيرة جدا، خاصة مع اقتراب اندلاع ثورة تحرير الجزائر من الاحتلال الفرنسي، فانصرف إلى العمل الخيري والنشاط السياسي في الحركة الوطنية الجزائرية، ثم انخرط في صفوف حزب الشعب الجزائري وأيضا في جمعية العلماء المسلمين الجزائريين.
ثم التحق بمناضلي جبهة التحرير الوطني الجزائري عند اندلاع ثورة تحرير الجزائر في 1 نوفمبر 1954م.
حينها أصبح عضوا نشيطا في المنظمة المدنية لجبهة التحرير الوطني، ليستشهد سنة 1957م وهو في مهمة في المكان المسمى الدريعيات في ولاية المسيلة بعد وشاية ممن يعرفونه.

### اندثار الزاوية
لم يبق من زاوية سيدي أحمد بن ماليك الطايري شيء بعد استشهاد «الزهار بسة» في 1957م، فتم تحويلها إلى مسكن.
ثم اندثرت أثناء ما تبقى من سنوات ثورة تحرير الجزائر، وأصبحت إسطبلا للمواشي والأغنام بعد استقلال الجزائر.

### إعادة التأهيل في 2011م
تمت إعادة فتح زاوية سيدي أحمد بن ماليك الطايري ابتداء من سنة 2011م بعد سنوات من الغلق والإهمال.
ذلك أن أحد أحفاد الشيخ سيدي أحمد بن ماليك الطايري، وهو المدعو «عبد الحق بسة» قد آلمه ما آلت إليه الزاوية.
فقام بتأسيس جمعية دينية لإعادة إحيائها وإرجاعها إلى سابق مجدها.
وتم فتح أبوابها في الموسم المدرسي 2011م\2012م، والتحق بها الطلاب من مختلف التراب الوطني الجزائري.
وتُدرس بها حاليا مختلف العلوم الشرعية من قرآن كريم وأحكام القرآن وعلوم القرآن، بالإضافة إلى تحسين مستوى الطلبة عن طريق الدراسة بالمراسلة.
وقد تم في الموسم المدرسي 2013م\2014م تكريم أول دفعة من الحاصلين على إجازة في علم التجويد برواية ورش عن طريق الأزرق، والبالغ عددهم خمسة عشر طالبا وخمسة أئمة.
وكان الحفل تحت رعاية والي ولاية برج بوعريريج ورئيس المجلس الشعبي الولائي.
وقد التحق خلال نفس الموسم 2013م\2014م بالزاوية 47 طالبا من مختلف ولايات الجزائر.
وبذلك، فإن إعادة فتح أبواب «زاوية سيدي أحمد بن ماليك الطايري» قد سمح مجددا بتعليم القرآن الكريم بعد ترميمها وإصلاح هياكلها.

### التوسيع في 2014م
تم الشروع في توسيع زاوية سيدي أحمد بن ماليك الطايري ابتداء من سنة 2014م.
وتقع هذه التوسعة بجوار المبنى القديم للزاوية، ويتم تمويلها من هبات ومساعدات المواطنين المحسنين وإعانات السلطات العمومية الجزائرية.